# 新印象派
新印象派（Neo-impressionism）是法國藝術評論家費利克斯·費內翁（Félix Fénéon）在1886年創造的一個術語，用來形容由法國畫家喬治·秀拉引發的藝術運動。

## 歷史
喬治·秀拉的最重要代表作《大碗島的星期日下午》標誌著新印象派這項運動開始，它於巴黎獨立者沙龍展覽首度問世。法國的摩登時代高峰期大約於這個時候出現，許多畫家都在尋找新的藝術技巧。新印象派的追隨者，尤其是受到現代都市場景、風景和海岸所吸引。根據科學的解釋，影響了新印象派的象徵是當代藝術線條和色彩。點彩畫派經常被提到，因為它開始佔據新印象派主導地位。

## 特徵
新印象派出現後，喬治·秀拉和他的追隨者開始完善印象派藝術對於光線的描述，當時新印象派畫家企圖使用網絡結構來營造出持久感。經過進一步修正後，喬治·秀拉成立了光學和視覺的最新構想。
19世紀後期，米歇爾·歐仁·謝弗勒爾（Michel Eugène Chevreul）和其他科學家發展出的色彩理論的發展對新印象派引起舉足輕重的作用，塑造出新印象派風格。奧格登·魯德（Ogden Rood）的著作《現代色彩學》對於藝術和工業應用產生影響，承認彩色與色素之間的不同。雖然前者的混合物產生白色或灰色這種顏色，後者則產生陰暗的顏色。作為新印象派畫家，不得不使用彩色顏料 。為了避免混濁在一起，畫家只使用純色，不在調色盤上調混顏色，中間色是觀賞者眼中自然混合而產生的，從遠處觀看時，這些色點形成一個整體的色彩，符合實際的光照條件。

## 批評
在新印象派運動的開始時，新印象派藝術未受到世界各地民眾的歡迎。1886年，喬治·秀拉首次展出他最著名的作品《大碗島的星期日下午》（Sunday Afternoon on the Island of la Grande Jatte），獲得壓倒性的負面評價。這件藝術品引起騷動，被譏笑為“瘋人院”和“醜聞”。
新印象派藉由小色點組成一個整體畫面被認為比其之前的印象派運動更有爭議。印象派以捕捉稍縱即逝的瞬間及粗糙筆觸而臭名昭著。新印象派引起類似的反應，精心計算規律性筆觸被視為過於機械化 。這種繪畫風格遠離19世紀當時大眾普遍接受的觀念。

## 代表
| - 查爾斯·安格朗（Charles Angrand） - 安娜·布西（Anna Boch） - 亨利·埃德蒙·克羅斯（Henri-Edmond Cross） - 羅伯特·德勞奈（Robert Delaunay） - Albert Dubois-Pillet - 威廉·芬池（Willy Finch） - 喬治·莱曼（Georges Lemmen） | - 馬克西米·盧斯（Maximilien Luce） - 讓·梅金傑（Jean Metzinger） - Robert Antoine Pinchon - Théo van Rysselberghe - 喬治·秀拉 - 保羅·希涅克 - 揚·托洛普（Jan Toorop） - 亨利·范·德费尔德 |

## 文獻
- Floyd, Ratliff. . New York, New York: Rockefeller University Press. 1992. ISBN 0-87470-050-7.
- Herbert, Robert. Georges Seurat, 1859-1891 （页面存档备份，存于）, New York: Metropolitan Museum of Art, 1991. ISBN 9780870996184.
- Hutton, John G. . Baton Rouge, Louisiana: Louisiana State University Press. 2004. ISBN 0-8071-1823-0.
- Ward, Martha (1996). Pissarro, Neo-impressionism and the Spaces of the Avante-Garde Chicago, Illinois: Chicago University Press. ISBN 0-226-87324-2.
- Haslett, Carrie (2002). Neo-impressionism: Artists on the Edge. Portland, Oregon: Portland Museum of Art. ISBN 0-916857-30-1.